# Ndaba Dube
Pour les articles homonymes, voir Dube.
Ndaba Dube est un boxeur zimbabwéen né le 7 janvier 1959.

## Carrière
Aux Jeux olympiques d'été de 1984 à Los Angeles, il est éliminé en quarts de finale dans la catégorie des poids coqs par le Mexicain Héctor López.
Il est médaillé d'argent aux Jeux africains de Nairobi en 1987, perdant en finale de la catégorie des poids coqs contre le Kényan Stephen Mwema.
Aux Jeux olympiques d'été de 1988 à Séoul, il est éliminé au deuxième tour dans la catégorie des poids coqs par le Soviétique Aleksandr Artemyev.